# Étoile de type précoce
Cet article court présente un sujet plus développé dans : Type spectral.
Une étoile de type précoce (calque de l'anglais early-type star) est une étoile de type spectral O, B, A ou F0 à F5, dont la température de surface est supérieure à celle du Soleil.